# Tricolia punctura
Tricolia punctura is een slakkensoort uit de familie van de Phasianellidae. De wetenschappelijke naam van de soort is voor het eerst geldig gepubliceerd in 1993 door Gofas.